# Bettmeralp
Bettmeralp (toponimo tedesco) è un comune svizzero di 442 abitanti del Canton Vallese, nel distretto di Raron Orientale.

## Storia
Il comune di Bettmeralp è stato istituito il 1° gennaio 2014 con la fusione dei comuni soppressi di Betten e Martisberg; fino ad allora la località di Bettmeralp era stata una frazione di Betten.

## Monumenti e luoghi d'interesse

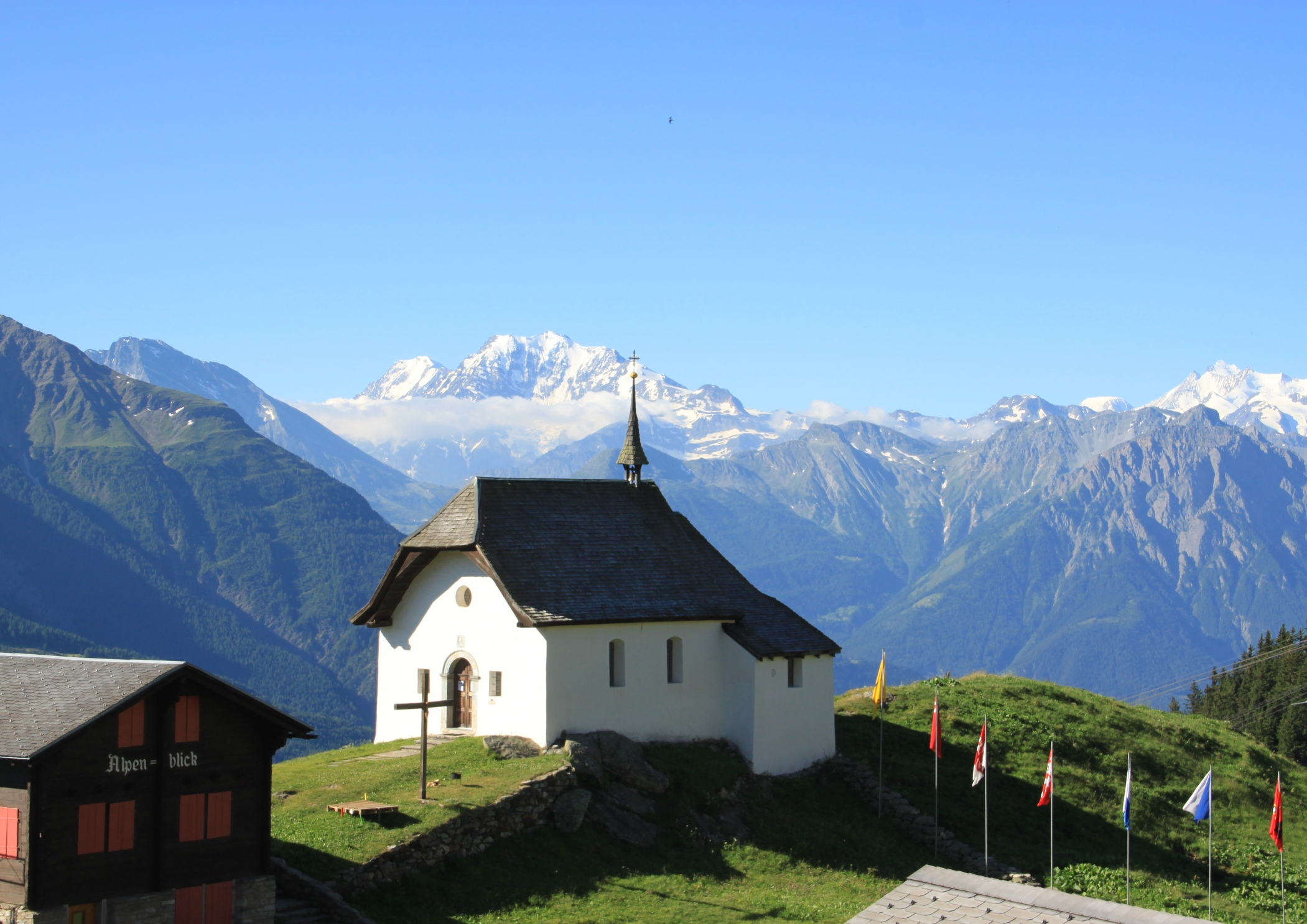
La cappella di Santa Maria delle nevi

- Cappella di Santa Maria delle nevi (già di San Giacomo), eretta nel 1696-1697[3].

## Infrastrutture e trasporti

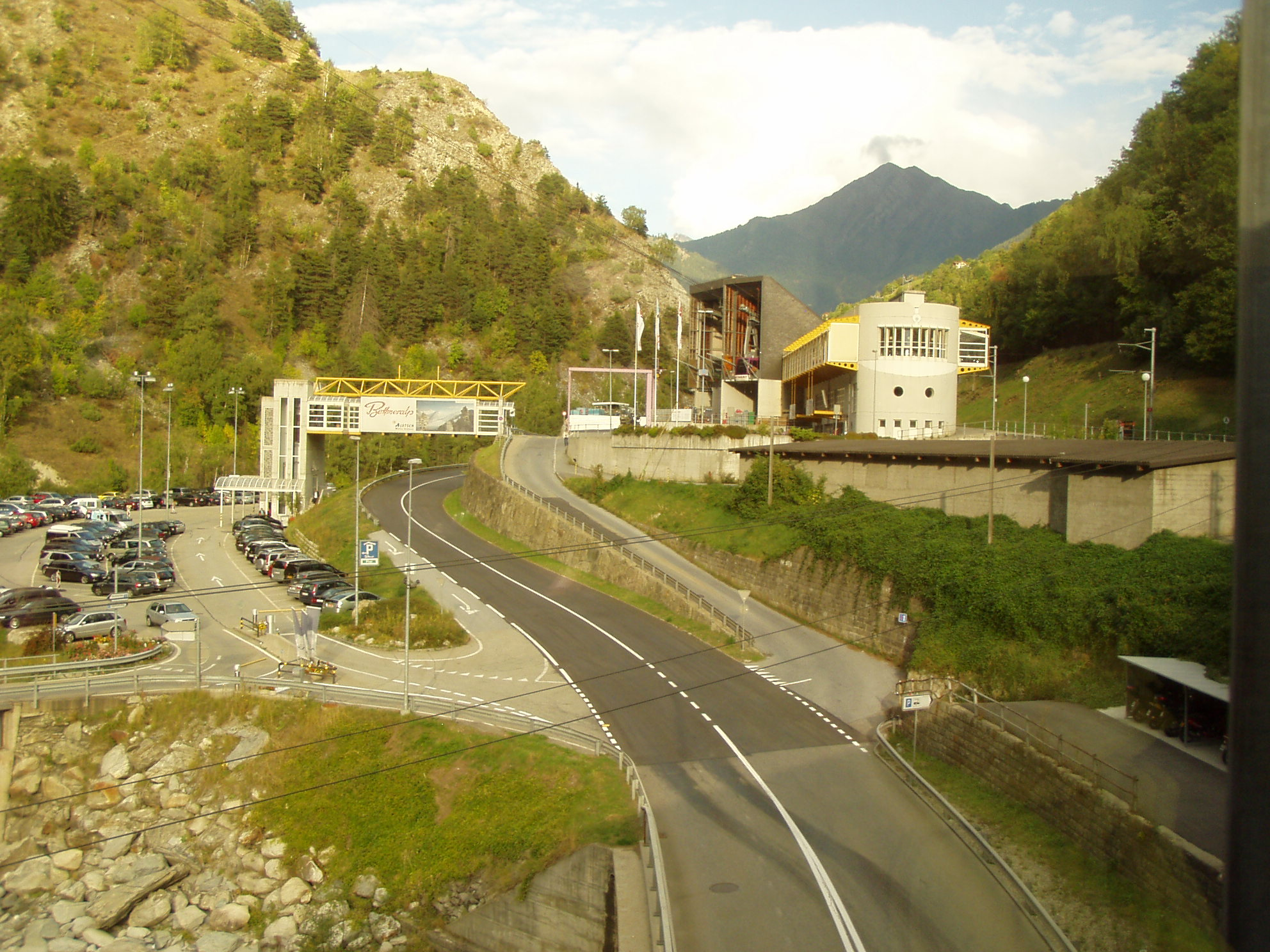
La stazione di Betten

Bettmeralp è servito dalla stazione di Betten, sulla ferrovia del Furka-Oberalp.